# Ваграйн
Ваграйн — містечко та ярмаркова громада в Австрійській землі Зальцбург. Місто належить округу Санкт-Йоганн-ім-Понгау.

## Галерея

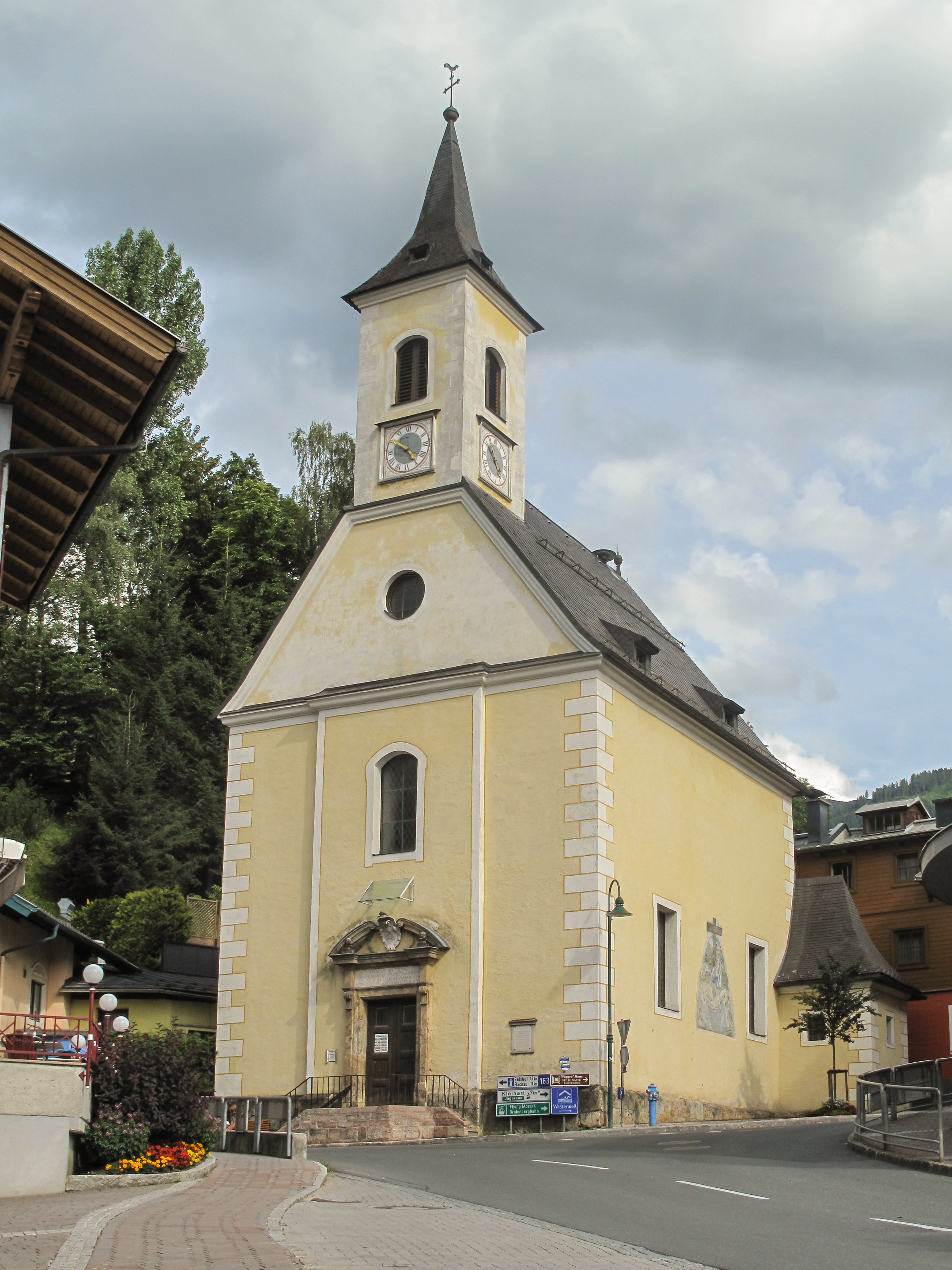
Wagrain, Kirche
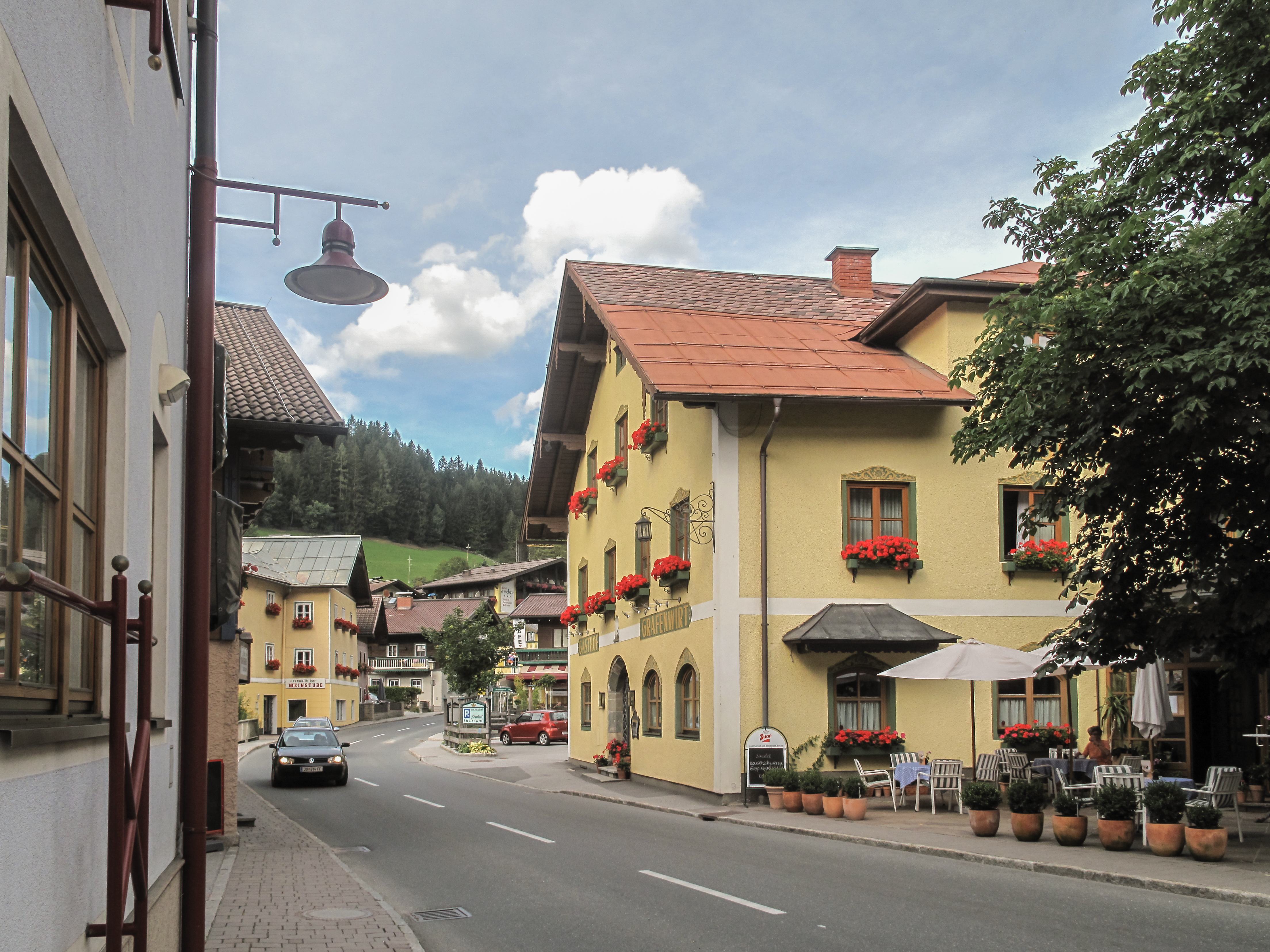
Wagrain, eine Straße